# Bob Benny
Pour les articles homonymes, voir Wagemans.
Bob Benny (de son vrai nom Emilius Wagemans) est un chanteur belge flamand, né à Saint-Nicolas (Sint-Niklaas) en Belgique, le 28 mai 1926 et mort le 29 mars 2011. 

## Biographie
Bob Benny a commencé sa carrière en tant que chanteur peu après la Seconde Guerre mondiale. Il se produisait à ce moment-là dans un café du grand marché de Sint-Niklaas. En 1951 Bob Benny a ensuite fait une audition a la NIR, et a pu intervenir à l'antenne en chantant dans un programme de radio. À cette époque, il est aussi en première place des ventes pour son titre Mon cœur parle jusqu'à vous. En 1957, il est no 2 au hit-parade avec Cindy oh Cindy. Il choisit à ce moment-là son nom d'artiste Benny en hommage au musicien Benny Goodman.
En février 1959, Bob Benny a participé aux éliminatoires pour le Concours Eurovision de la chanson. En finale, il a battu la chanteuse Jo Leemans (en). Il a pu ainsi représenter la Belgique au festival de la chanson de 1959 à Cannes. Il est arrivé en sixième place avec sa chanson Hou toch van mij (Aime-moi, s'il-te-plaît). 
Deux ans plus tard, en 1961 Bob Benny gagne de nouveau l'éliminatoire belge pour le Concours Eurovision de la chanson, avec la chanson Septembre, gouden ross. Il est arrivé quinzième et dernier, avec seulement un point.
Par sa notoriété au festival Eurovision de la chanson, il est intervenu pendant six ans à Berlin dans la comédie musicale Mein Freund Bunburry et dans l’opérette Maske im Blau. En Flandre, il a joué le rôle de Doolittle dans My Fair Lady. 
Jusqu'en 2000 il a aussi travaillé sur les navires de croisière.
En 2001, l'artiste âgé de 75 ans a été touché par une apoplexie. Du fait de son long séjour à l'hôpital, Bob Benny a eu des problèmes financiers. Pour cette raison, le 23 avril 2003, a été organisé à Anvers un concert de charité interprété par des artistes flamands connus pour que ses frais d'hospitalisation soient payés.
En 2001, il fait son coming out homosexuel.
En 2006, Bob Benny célèbre son 80e anniversaire et affirme qu'il est de nouveau en pleine santé.
Le 29 mars 2011, le radiodiffuseur flamand VRT rapporte que Bob Benny est décédé dans une maison de retraite à Saint-Nicolas à 84 ans.